# Howie Mandel
Howard Michael Howie Mandel (Toronto, 29 de noviembre de 1955) es un humorista, animador de televisión y actor canadiense. Es conocido por su papel del presentador del programa de juegos Deal or no deal de la cadena de televisión NBC, y anteriormente se hizo famoso por protagonizar uno de los papeles principales del drama médico St. Elsewhere, además de ser el creador y protagonista de la serie de dibujos animados El mundo de Bobby.

## Primeros años
Mandel nació y fue criado en Toronto (provincia de Ontario), en el seno de una familia judía. Después de haber sido expulsado de su escuela secundaria por hacerse pasar por un miembro de la junta escolar, y firmar un acuerdo con una empresa de construcción para hacer una adición a su escuela, Mandel se convirtió en un vendedor de alfombras que más tarde lo llevaría a abrir un negocio de venta en el mismo rubro. Durante aquel tiempo se convirtió en comediante de clubes nocturnos en la ciudad de Toronto, y en septiembre de 1978 preparó una rutina presentándose como «un salvaje y un loco al límite de la sicosis».
Su repertorio incluía un guante de látex que al inflarlo se convertía en una cresta de gallo. Esto, y similares payasadas generaron numerosas carcajadas en el público, y la respuesta de Mandel (que se convertiría en su marca registrada) fue extender los brazos, y con mirada incrédula preguntar «¿Qué? ¡¿Qué?!».
Un productor vio el espectáculo de Mandel, y lo fichó para aparecer numerosas veces en el concurso de comedia Make me laugh en 1979. También debió abrir los shows de David Letterman en el verano de 1979, y fue fichado nuevamente para un especial de televisión en la cadena canadiense CBC-TV. En 1980, ganó el papel principal en la película canadiense de Gas, coprotagonizada por Susan Anspach y Donald Sutherland.

## Carrera en televisión y cine
Desde 1982, Mandel tomó la atención nacional en Estados Unidos durante los seis años que personificó al Dr. Wayne Fiscus en la serie de televisión St. Elsewhere. Durante el tiempo que trabajaba en St. Elsewhere, y continuaba su trabajo como comediante, también realizó distintas películas, incluyendo la voz de Gizmo en la película Gremlins y en su secuela, Gremlins 2: la nueva generación. También participó dando voz a varios personajes en la serie Los Muppets bebés, y participó en la película Little monsters (de 1989).
En 1990 participó en la sitcom Good grief (de FOX), que fue retirada del aire a los pocos episodios). También fue el creador y productor ejecutivo de la serie animada infantil nominada al Emmy, El mundo de Bobby, donde también participaba dándole voz a algunos personajes de la serie. El mundo de Bobby estuvo al aire en FOX durante ocho temporadas entre 1990 y 1998.
En octubre de 2005, fue seleccionado por NBC para presentar el concurso Deal or no deal; el programa se estrenó en diciembre de 2005 y terminó en mayo de 2009. También fue el presentador de la versión sindicalizada del programa, que fue transmitido entre septiembre de 2008 y mayo de 2010. Desde junio del 2010 ha sido jurado en America's Got Talent.
En 2012, hizo una participación especial en el capítulo 4 de la 6.ª temporada de la serie The Big Bang Theory, interpretándose a sí mismo.
En el marzo de 2018, él fue seleccionado por CNBC para presentar un renacimiento de Deal or no deal, que se estrenaría en el diciembre de 2018.

## Vida personal
Mandel se encuentra casado desde 1980 con una mujer llamada Terry Mandel, con la que tiene tres hijos. Mandel sufre miedo a los gérmenes, por lo que se encuentra bajo tratamiento; y también de trastorno por déficit de atención con hiperactividad. 
Desde el año 2008 posee una estrella en el Paseo de la Fama de Hollywood y en 2009 recibió otra estrella en el Paseo de la Fama de Toronto, en su natal Canadá.